# Kühndorf
Kühndorf é um município da Alemanha localizado no distrito de Schmalkalden-Meiningen, estado da Turíngia.
Pertence ao Verwaltungsgemeinschaft de Dolmar.

## Demografia
Evolução da população (em 31 de dezembro de cada ano):
| - 1994: 1198 - 1995: 1196 - 1996: 1197 - 1997: 1210 - 1998: 1197 | - 1999: 1192 - 2000: 1185 - 2001: 1170 - 2002: 1152 - 2003: 1134 | - 2004: 1118 - 2005: 1101 - 2006: 1097 |

Fonte: Thüringer Landesamt für Statistik